# Guadalajara, Mexiko
Guadalajara är en stad och kommun i västra Mexiko och är den administrativa huvudorten för delstaten Jalisco. Den är landets tredje största stad (efter Mexico City och Ecatepec de Morelos) och utgör det näst största storstadsområdet; bara Mexico City är större. Staden grundades 14 februari 1542, och är uppkallad efter den spanska staden Guadalajara. Namnet Guadalajara kommer ursprungligen från den tiden då araber styrde delar av Spanien, och betyder "stenarna vid floden" på arabiska.
Panamerikanska spelen 2011 anordnades i staden.

## Stad och storstadsområde
Staden har en beräknad folkmängd på 1 564 469 invånare år 2009, med totalt 1 564 514 invånare i hela kommunen på en yta av 151 km². Invånarantalet har stagnerat under det senaste decenniet, med till och med en negativ trend under de allra senaste åren. Vid folkräkningarna 1995, 2000 och 2005 hade kommunen invånarantal på 1 633 216, 1 646 319 respektive 1 600 940.
Storstadsområdet, Zona Metropolitana de Guadalajara, har en beräknad folkmängd på 4 365 104 invånare 2009 på en yta av 2 734 km². Området omfattar kommunerna Guadalajara, El Salto, Ixtlahuacán de los Membrillos, Juanacatlán, Tlajomulco de Zuñiga, Tlaquepaque, Tonalá och Zapopan. Guadalajaras storstadsområde ökar för tillfället med ungefär 70 000 invånare per år.